# Enchelyopus cimbrius
Az Enchelyopus cimbrius a csontos halak (Osteichthyes) főosztályának a sugarasúszójú halak (Actinopterygii) osztályába, ezen belül a tőkehalalakúak (Gadiformes) rendjébe és a Lotidae családjába tartozó faj.
Nemének egyetlen faja.

## Előfordulása
Az Enchelyopus cimbrius az Észak-Atlanti-óceánban él. Nyugaton a Mexikói-öböl északi részétől Új-Fundlandig és Nyugat-Grönlandig található meg. Keleten az elterjedési területe Európa partjai a Vizcayai-öböltől a Barents-tengerig, valamint a Brit-szigetekvizei. Beszámoltak e halról Mauritániában és Észtországban is.

## Megjelenése
Ez a hal általában 30 centiméter hosszú, de akár 41 centiméteresre is megnőhet. 15 centiméteresen számít felnőttnek. Négy tapogatószála van; egy az ajkán, egy a pofa csúcsán, és egy-egy az orrlyukak előtt. Az első hátúszója nagyon hosszú, ezt egy sor kisméretű, húsos szálak követik. Színezete változatos; a szürkétől a világosig terjed.

## Életmódja
Az Enchelyopus cimbrius mérsékelt övi, nyílt tengeri, fenéklakó hal, amely 20-650 méteres mélységekbe is leúszik, azonban általában, csak 20-50 méteres mélységekben tartózkodik. A kavicsos és homokos tengerfenéket kedveli. Tápláléka lepényhalalakúak, ászkarákok, evezőlábú rákok, krillek és egyéb kisebb rákok.
Legfeljebb 9 évig él.

## Szaporodása
A Balti-tengerben ívik.

## Felhasználása
Ezt a halat, csak kismértékben halásszák. Füstölik, és főleg levesekben használják.